# Liste des lieux patrimoniaux du Centre-du-Québec
Cet article recense les lieux patrimoniaux du Centre-du-Québec inscrit au répertoire des lieux patrimoniaux du Canada, qu'ils soient de niveau provincial, fédéral ou municipal.

## Liste des lieux patrimoniaux
- Haut – A
- B
- C
- D
- E
- F
- G
- H
- I
- J
- K
- L
- M
- N
- O
- P
- Q
- R
- S
- T
- U
- V
- W
- X
- Y
- Z
- 0-9

| [ 1 ] | Lieu patrimonial                                             | Illustration                                                 | Municipalité                  | Adresse                            | Coordonnées           | No    | Constr.              | Prot.                | Rec.      | Notes  |
| ----- | ------------------------------------------------------------ | ------------------------------------------------------------ | ----------------------------- | ---------------------------------- | --------------------- | ----- | -------------------- | -------------------- | --------- | ------ |
| P     | Église de Saint-Édouard                                      | Église de Saint-Édouard                                      | Bécancour                     | 865, avenue des Hirondelles        | 46.40356 -72.27508    | 12398 | 1849                 | IP classé            | 1962      | [ 3 ]  |
| P     | Église de Saint-Grégoire-le-Grand                            | Église de Saint-Grégoire-le-Grand                            | Bécancour                     | 4100, boulevard de Port-Royal      | 46.27217 -72.51203    | 9468  | 1806                 | IP classé            | 1957      | [ 4 ]  |
| P     | Moulin Michel                                                | Moulin Michel                                                | Bécancour                     | 675, boulevard Bécancour           | 46.41292 -72.24728    | 7679  | 1774                 | IP classé            | 1985      |        |
| M     | Ancien hôpital Sainte-Croix                                  | Ancien hôpital Sainte-Croix                                  | Drummondville                 | 255, rue Brock                     | 45.88361 -72.4975     | 7021  | 1927                 | IP cité              | 2002      |        |
| M     | Banque de Montréal                                           | Banque de Montréal                                           | Drummondville                 | 221, rue Heriot                    | 45.88525 -72.48919    | 7372  | 1912                 | IP cité              | 2005      |        |
| M     | Carré Celanese                                               | Carré Celanese                                               | Drummondville                 | Carré Celanese                     | 45.87167 -72.47861    | 13129 | 1926                 | SP cité              | 2005      |        |
| M     | Centrale hydroélectrique de Drummondville                    | Centrale hydroélectrique de Drummondville                    | Drummondville                 | 25, rue du Pont                    | 45.88625 -72.48344    | 7283  | 1918                 | IP cité              | 2005      |        |
| M     | Centrale hydroélectrique Hemming                             | Centrale hydroélectrique Hemming                             | Drummondville                 | 1235, chemin Hemming               | 45.8625 -72.45084     | 9461  | 1926                 | IP cité              | 2005      |        |
| M     | Cinéma Capitol                                               | Cinéma Capitol                                               | Drummondville                 | 253, rue Lindsay                   | 45.88306 -72.48833    | 7022  | 1937                 | IP cité              | 2002      |        |
| M     | École Saint-Frédéric                                         | École Saint-Frédéric                                         | Drummondville                 | 457, rue des Écoles                | 45.87917 -72.48386    | 7712  | 1928                 | IP cité              | 2005      |        |
| M     | Église St-George de Drummondville                            | Église St-George de Drummondville                            | Drummondville                 | 276, rue Heriot                    | 45.88425 -72.48667    | 7907  | 1856                 | IP cité              | 1998      | [ 5 ]  |
| M     | Gare C.N. de Drummondville                                   | Gare C.N. de Drummondville                                   | Drummondville                 | 263, rue Lindsay                   | 45.88194 -72.48806    | 7080  | 1904                 | IP cité              | 2002      |        |
| P     | Maison et écurie William-Mitchell                            | Maison et écurie William-Mitchell                            | Drummondville                 | 131, rue Saint-Georges             | 45.88622 -72.49411    | 6900  | 1894                 | IP classé            | 1981      |        |
| M     | Maison Joseph-Trefflé-Caya                                   | Maison Joseph-Trefflé-Caya                                   | Drummondville                 | 209, rue Brock                     | 45.88472 -72.48958    | 6867  | 1884                 | IP cité              | 2002      |        |
| M     | Maison Joseph-Wilfrid-Faucher                                | Maison Joseph-Wilfrid-Faucher                                | Drummondville                 | 441, rue Lindsay                   | 45.88039 -72.48342    | 6893  | 1920                 | IP cité              | 2002      |        |
| P     | Maison Trent                                                 | Maison Trent                                                 | Drummondville                 | 875, chemin de la Rivière-Est      | 45.91 -72.49167       | 6675  | 1848                 | IP classé            | 1964      |        |
| M     | Manufacture Dominion-Silk-Dyeing-and-Printing                | Manufacture Dominion-Silk-Dyeing-and-Printing                | Drummondville                 | 416, rue Heriot                    | 45.88375 -72.48111    | 7389  | 1923                 | IP cité              | 2005      |        |
| M     | Pensionnat de Drummondville                                  | Pensionnat de Drummondville                                  | Drummondville                 | 235, rue Moisan                    | 45.88253 -72.49086    | 7388  | 1890                 | IP cité              | 2005      |        |
| M     | Poste de transmission Marconi                                | Poste de transmission Marconi                                | Drummondville                 | 1425, rue des Trois-Maisons        | 45.85478 -72.47061    | 13974 | 1925 (vers)          | IP cité              | 2005      |        |
| M     | Site du patrimoine du Parc-Saint-Frédéric                    | Site du patrimoine du Parc-Saint-Frédéric                    | Drummondville                 | Rue Brock                          | 45.88417 -72.48806    | 13297 |                      | SP cité SP cité      | 2002 2005 |        |
| M     | Académie d'Inverness                                         | Académie d'Inverness                                         | Inverness                     | 330, chemin Gosford Sud            | 46.25911 -71.52286    | 11202 | 1889                 | IP cité              | 2007      |        |
| P     | Atelier et maison Rodolphe-Duguay                            | Atelier et maison Rodolphe-Duguay                            | Nicolet                       | 195, rang Saint-Alexis             | 46.22144 -72.61828    | 6384  | 1854                 | IP reconnu IP classé | 1977 2012 |        |
| P     | Séminaire de Nicolet                                         | Séminaire de Nicolet                                         | Nicolet                       | 350, rue Marguerite-D'Youville     | 46.22872 -72.61717    | 5041  | 1836                 | IP reconnu IP classé | 1973 2012 |        |
| P     | Maison Cormier                                               | Maison Cormier                                               | Plessisville                  | 1353, rue Saint-Calixte            | 46.21583 -71.77744    | 8113  | 1886                 | IP reconnu IP classé | 1978 2012 |        |
| M     | Maison d'école du rang Cinq-Chicots                          | Maison d'école du rang Cinq-Chicots                          | Saint-Christophe-d'Arthabaska | 416, avenue Pie-X                  | 46.03028 -71.9325     | 4732  | 1903                 | IP cité              | 1999      |        |
| M     | Charnier                                                     | Charnier                                                     | Saint-Cyrille-de-Wendover     | 4425, rue Principale               | 45.93389 -72.42417    | 16041 | 1898 (vers)          | IP cité              | 2008      |        |
| M     | Église de Saint-Cyrille                                      | Église de Saint-Cyrille                                      | Saint-Cyrille-de-Wendover     | 4425, rue Principale               | 45.93394 -72.42378    | 11203 | 1905                 | IP cité IP cité      | 2008      |        |
| M     | Grange-écurie                                                | Téléverser                                                   | Saint-Cyrille-de-Wendover     | 4425, rue Principale               | 45.93417 -72.4245     | 11206 | 1900 et 1925 (entre) | IP cité IP cité      | 2008      |        |
| M     | Maison du sacristain                                         | Maison du sacristain                                         | Saint-Cyrille-de-Wendover     | 4435, rue Principale               | 45.934 -72.42344      | 13810 | 1900 (vers)          | IP cité              | 2008      |        |
| M     | Presbytère de Saint-Cyrille                                  | Presbytère de Saint-Cyrille                                  | Saint-Cyrille-de-Wendover     | 34, rue Saint-Louis                | 45.93378 -72.424      | 13632 | 1893                 | IP cité IP cité      | 2008      |        |
| M     | Ancien presbytère de Saint-Edmond-de-Grantham                | Ancien presbytère de Saint-Edmond-de-Grantham                | Saint-Edmond-de-Grantham      | 1393, rue Notre-Dame-de-Lourdes    | 45.88158 -72.67717    | 13975 | 1918                 | IP cité              | 2009      |        |
| M     | Église anglicane Saint-Paul                                  | Église anglicane Saint-Paul                                  | Saint-Félix-de-Kingsey        | Chemin des Domaines                | 45.79836 -72.22442    | 15339 | 1843                 | IP cité              | 2005      |        |
| M     | Édifice de la MRC-de-Nicolet-Yamaska                         | Édifice de la MRC-de-Nicolet-Yamaska                         | Saint-François-du-Lac         | 400, rue Notre-Dame                | 46.0675 -72.82861     | 10809 | 1906                 | IP cité              | 1994      |        |
| P     | Église de Saint-François-du-Lac                              | Église de Saint-François-du-Lac                              | Saint-François-du-Lac         | 438, rue Notre-Dame                | 46.06608 -72.82697    | 10296 | 1849                 | IP classé            | 1957      |        |
| P     | Maison Joseph-Courchesne                                     | Téléverser                                                   | Saint-François-du-Lac         | 200, rang de la Grande-Terre       | 46.07806 -72.86194    | 5489  | 1812 (vers)          | IP classé            | 1968      |        |
| M     | Presbytère de Saint-François-du-Lac                          | Téléverser                                                   | Saint-François-du-Lac         | 440, rue Notre-Dame                | 46.06611 -72.82583    | 8153  | 1899                 | IP cité              | 1994      |        |
| M     | Édifice municipal                                            | Téléverser                                                   | Saint-Guillaume               | 106, rue Saint-Jean-Baptiste       | 45.88206 -72.76619    | 11991 | 1922                 | IP cité              | 1996      |        |
| P     | Église de Saint-Christophe                                   | Église de Saint-Christophe                                   | Victoriaville                 | Rue Laurier Ouest                  | 46.03364 -71.91597    | 10164 | 1875                 | IP classé            | 2001      | [ 6 ]  |
| M     | Maison Alfred-Paris                                          | Téléverser                                                   | Victoriaville                 | 48, rue Laurier Est                | 46.228888 -71.5449219 | 5039  |                      | IP cité              | 2011      |        |
| P     | Maison Marc-Aurèle-De Foy-Suzor-Coté                         | Maison Marc-Aurèle-De Foy-Suzor-Coté                         | Victoriaville                 | 846, boulevard des Bois-Francs Sud | 46.04089 -71.91958    | 5039  | 1859                 | IP reconnu IP classé | 1975 2012 | [ 7 ]  |
| M     | Maison Marc-Aurèle-De Foy-Suzor-Coté                         | Maison Marc-Aurèle-De Foy-Suzor-Coté                         | Victoriaville                 | 846, boulevard des Bois-Francs Sud | 46.04089 -71.91958    | 8533  | 1859                 | IP cité              | 2003      | [ 8 ]  |
| P     | Maison Wilfrid-Laurier                                       | Maison Wilfrid-Laurier                                       | Victoriaville                 | 16, rue Laurier Ouest              | 46.03725 -71.91503    | 3611  | 1876                 | IP classé            | 1989      | [ 9 ]  |
| F     | Maison Wilfrid-Laurier                                       | Maison Wilfrid-Laurier                                       | Victoriaville                 | 16, rue Laurier Ouest              | 46.03725 -71.91503    | 9554  | 1877                 | LHN                  | 1999      | [ 10 ] |
| M     | Site du patrimoine de l'Église-Saint-Christophe-d'Arthabaska | Site du patrimoine de l'Église-Saint-Christophe-d'Arthabaska | Victoriaville                 | Rue Laurier Ouest                  | 46.03389 -71.91611    | 10888 |                      | SP cité              | 2006      |        |
| M     | Site du patrimoine de l'Église-Sainte-Victoire               | Site du patrimoine de l'Église-Sainte-Victoire               | Victoriaville                 | Rue Notre-Dame Ouest               | 46.05672 -71.96197    | 10887 |                      | SP cité              | 2006      |        |
| M     | Pont couvert de Warwick                                      | Pont couvert de Warwick                                      | Warwick                       | 28, route Saint-Albert             | 45.95625 -72.00658    | 11353 | 1908                 | IP cité              | 1999      |        |